# Кэмпбелл, Арчибальд, 7-й граф Аргайл
Арчибальд Кэмпбелл (англ. Archibald Cambell; ок. 1575—1638), 7-й граф Аргайл (с 1584 г.) — шотландский государственный деятель конца XVI—начала XVII века, лидер борьбы за подчинение гэльских регионов страны центральной власти.

## Биография
Арчибальд Кэмпбелл был сыном Арчибальда, 6-го графа Аргайла и продолжил традицию дома Кэмпбеллов: приверженцев протестантства и главных агентов королевской власти в горных регионах страны. В 1594 г. Аргайл принял участие в подавлении про-католического мятежа северных баронов во главе с графом Хантли, правда, был разбит последним в битве под Гленливетом.
В 1607 г., в условиях массированного наступления королевской власти на полуавтономные территории горных кланов западной Шотландии, Арчибальд Кэмпбелл получил во владение королевские земли в Кинтайре и на Внутренних Гебридах и был назначен генерал-лейтенантом и главным королевским судьёй западной части страны. Целью государственной власти было подчинение кланов Макдональдов и Маклинов. В 1609 г. Аргайл возвел в Кинтайре новую крепость Кэмпбелтаун, которая стала центром королевского влияния в гэльских регионах страны. В 1614—1615 гг. граф Аргайл подавил мятежи Макдональдов на южных Гебридских островах и стал инициатором переселения шотландцев из равнинных регионов страны в Кинтайр и на острова, стремясь ликвидировать влияние горских кланов. В 1620-х Аргайл и его сторонники нанесли поражение клану Мак-Ианов из Арднамурхана.
В результате действий Арчибальда Кэмпбелла гэльские регионы западной Шотландии оказались подчиненными королевской власти и включены в систему государственной администрации страны. С этого времени началась усиленная англофикация жителей западных островов и побережья, приведшая к частичной потере национальной идентичности гэльского населения.
Одновременно резко усилились позиции клана Кэмпбеллов, что в дальнейшем создаст угрозу для королевской власти в этом регионе страны. Так в 1610 г., воспользовавшись беспорядками в клане Макгрегоров, Аргайл спровоцировал вторжение королевских войск на земли клана. За головы лидеров клана было объявлено вознаграждение, само упоминание имени вождя Макгрегоров было запрещено. В результате клан был полностью разгромлен, а его земли достались Кэмпбеллам.
В 1615 г. граф Аргайл тайно перешел в католичество, а в 1618 г. эмигрировал в Испанию. На родине граф был объявлен изменником, а владения Кэмпбеллов переданы его старшему сыну Арчибальду. В Испании граф Аргайл поступил на военную службу и участвовал в войнах с Нидерландами. В 1638 г. граф вернулся в Лондон, где вскоре скончался.